# Гальваньи, Паоло
Паоло Гальваньи (итал. Paolo Galvagni; род. 5 ноября 1967, Болонья) — переводчик русской и украинской поэзии и прозы на итальянский язык. Лауреат Премии Андрея Белого 2014 года в номинации «За заслуги перед литературой».
Окончил Болонский университет (1991) по специальности «Русский язык и литература», в 1996 году стажировался в Киевском университете. Работает чиновником в различных подразделениях мэрии Болоньи: занимался штрафами за неправильную парковку, услугами справочного бюро, регистрацией актов гражданского состояния.
Дебютировал в печати в 1992 году переводом поэмы Анны Ахматовой «Реквием». Печатал в итальянской периодике стихи Александра Блока, Владимира Маяковского, Сергея Есенина, Велимира Хлебникова и других русских поэтов Серебряного века. В 1999 году обратился к переводу современной русской поэзии публикацией восьми молодых поэтов из альманаха «Вавилон» в миланском журнале Poesia — по мнению Массимо Маурицио, эта публикация стала первым в Италии комплексным исследованием постсоветской русской литературы. В 2002 году выпустил первую книгу — сборник «Небесный Петербург теней» (итал. La celeste Pietroburgo delle ombre), миниантологию стихотворений о Санкт-Петербурге, написанных русскими поэтессами от Зинаиды Гиппиус до Дарьи Суховей. За ней последовала антология «Новая русская поэзия» (итал. La nuova poesia russa; 2003, с предисловием Д. Кузьмина), в которой собраны 23 автора разных поколений, от Генриха Сапгира до Данилы Давыдова, объединённых, по мнению Маурицио, духом не столько политической, сколько эстетической и идейной оппозиционности (итал. opposizione non tanto in senso politico, quanto estetico e, appunto, libertario).
В дальнейшем в переводах Гальваньи выходили книги стихов Елены Шварц, Василия Филиппова, Шамшада Абдуллаева, Сергея Завьялова, Станислава Бельского, отдельные публикации стихотворений Виктора Кривулина, Сергея Стратановского, Игоря Холина, Геннадия Айги, Сергея Тимофеева и других современных русских поэтов, а также книги прозы Беллы Улановской и Александра Пятигорского. «Рыцарем русской поэзии в Италии» назвала Гальваньи поэтесса Алла Горбунова.
Спорадически переводил также украинскую поэзию, вновь обратился к этой работе после начала вооружённого вторжения России на Украину в 2022 году. Летом 2022 года в переводе Гальваньи вышла книга украинского поэта Анатолия Днистрового «Неожиданно пришла война» (итал. Inattesa e giunta la guerra).